# Imperial County
Imperial County är ett administrativt område (county) i delstaten Kalifornien, USA. År 2010 hade Imperial County 174 528 invånare. Den administrativa huvudorten (county seat) är El Centro.

## Geografi
Enligt United States Census Bureau har countyt en total area på 11 608 km². 10 812 km² av den arean är land och 795 km² är vatten.
Befolkningstätheten är ca 13 invånare per kvadratkilometer. Countyt utgör ett eget Metropolitan statistical area med El Centro:s urban area som kärnområde.

### Angränsande countyn
- Riverside County, Kalifornien - nord
- Yuma County, Arizona - sydost
- La Paz County, Arizona - nordost
- San Diego County, Kalifornien - väst
- gränsar till Mexiko i söder och sydväst

## Externa länkar

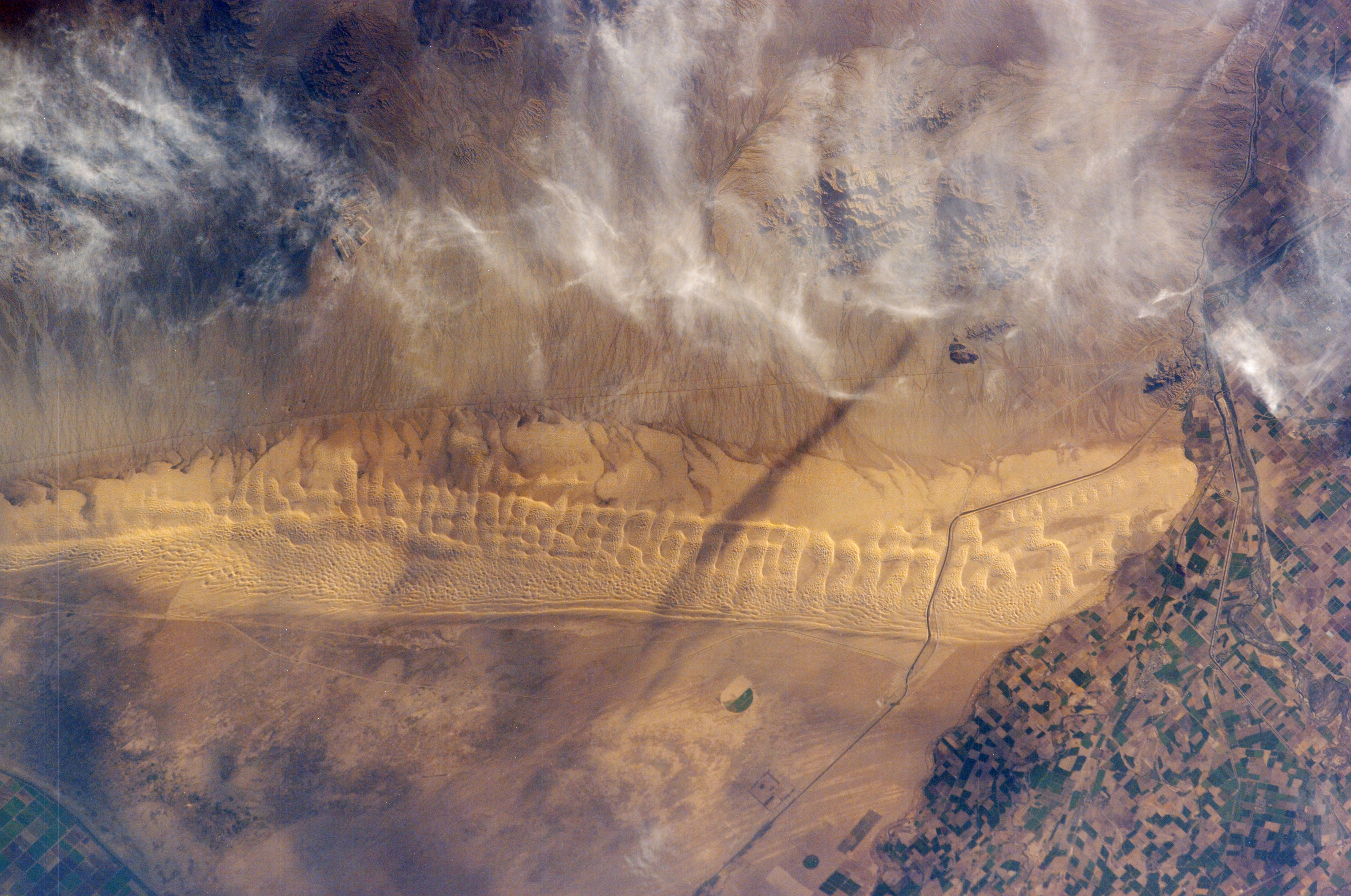
Algodones Dunes

### Orter
- Brawley
- Calexico
- Calipatria
- El Centro (huvudort)
- Holtville
- Imperial
- Westmorland